# Nikon D3300
Nikon D3300 — цифровой однообъективный зеркальный фотоаппарат начального уровня компании Nikon с 24,2-мегапиксельной КМОП-матрицы формата DX, выпущенный в начале 2014 года, представляет собой модернизацию модели D3200.
После полуторагодичной разработки, был продемонстрирован на CES 2014. Лейтмотивом обновления линейки стала компактность и удешевление.

## Описание конструкции
В сравнении с моделью 3200 ощутимо компактнее стал только объектив камеры, поставляемый в комплекте размером 18—55 мм. Материалом для корпуса выбрано углеволокно. Для улучшения эргономики изменено расположение приборов управления. В остальном же, на лицевой стороне повторяются решения из предыдущей версии. На панели управления изменено расположение барабана селектора режимов и в сам селектор добавлены пункты художественных эффектов и нескольких наиболее востребованных режимов. Справа от селектора отверстия системного динамика.
С правой стороны за резиновыми заглушками скрываются порты USB и HDMI и разъём для подключения внешних модулей, тогда как гнездо подключения внешнего микрофона (в сравнении с 3200 моделью) переместилось на противоположную грань корпуса. Батарейный отсек, по традиции, внутри рукояти.
Ёмкость нового аккумулятора EN-EL14a теперь составляет 1230 мАч. Модель доступна только в трёх цветах: чёрный, серый и красный.

## Экран и видоискатель
Фотоаппарат оснащён TFT-экраном диагональю в 3", без сенсорного управления, конструкция экрана неподвижна. Видоискатель имеет 95 % покрытие кадра, а степень увеличения 0.85х.

## Функциональные возможности
Сенсор имеет разрешение 24 Мп без фильтра нижних частот (это решение в связи с политикой компании об отказе от фильтра для повышения детализации). Диапазон светочувствительности — ISO 100-12800, а верхний порог — ISO 25600 (ISO Boost). В камеру встроен новый процессор «EXPEED 4», который выполняет задачи по снижению шумов на высоких ISO, определению баланса белого, увеличению частоты серийной съёмки до 5 кадров в секунду, понижению энергопотребления.
Видеоролики записываются в разрешении Full HD с частотой кадра 60, 30 или 24 в секунду. Фазовой фокусировкой занимается модуль Nikon Multi-CAM 1000. Диапазон выдержек аналогичен 3200 модели: 1/4000 — 30 секунд.

### Художественные эффекты
Теперь эффектов тринадцать. В сравнении с предыдущей версией новыми являются только четыре: Photo Illustration, Super Vivid, Pop и Easy Panorama. Для видеосъёмки недоступен только панорамный режим.

### Обновлённая оптика
В комплекте поставляется новый зум-объектив: AF-S NIKKOR 18–55 mm f/3.5-5.6G VR II. Он стал компактнее 3200 модели и имеет складывающуюся конструкцию. Объектив оснащён фиксирующей кнопкой, переключателем режимов фокусировки и оптической стабилизации изображения.

## Цена
Фотоаппарат появился на американском рынке в начале февраля по цене в 650 долларов США (комплект с объективом).

## Награды
Nikon D3300 стал лауреатом премии TIPA (Technical Image Press Association) в номинации «лучший цифровой зеркальный фотоаппарат начального уровня» (Best Digital SLR Entry Level, 2014).